# BLAST (생명공학기술)
BLAST(basic local alignment search tool)는 생물정보학에서 단백질의 아미노산 서열이나 DNA/RNA 서열의 뉴클레오타이드 등 1차적 생물학적 서열 정보를 비교하는 알고리즘이자 프로그램이다. BLAST 검색을 통해 연구원들은 대상이 되는 단백질이나 뉴클레오타이드 서열(이른바 쿼리)를 서열 라이브러리나 데이터베이스와 비교할 수 있으며 특정 임계점 위의 쿼리 서열을 닮은 데이터베이스 서열을 식별할 수 있다. 예를 들어 생쥐의 이전에 알려지지 않은 유전자가 발견되면 과학자는 일반적으로 인간 유전체의 BLAST 검색을 수행하여 인간이 비슷한 유전자를 갖고 있는지를 살펴본다. BLAST는 비슷한 서열에 기반한 생쥐의 유전자를 닮은 인간의 유전자 서열을 식별하게 된다.

## 같이 보기
- 서열 정렬